# Turn over?
turn over?是日本搖滾樂團Mr.Children的第8張數位限定單曲。於2020年9月16日由TOY'S FACTORY發行。

## 製作與音樂性
這首歌曲的錄音是在專輯《SOUNDTRACKS》製作過程的一部分，主要在洛杉磯的Sunset Sound錄製。繼前作〈Birthday/與妳相疊的獨白〉之後，與史蒂夫·菲茲莫里斯（Steve Fitzmaurice）共同進行錄製，母帶後製由位於紐約的Sterling Sound工作室的蘭迪·梅里爾（Randy Merrill）負責。這首歌曲採用了類比錄音的方式製作。
關於這首歌，田原健一表示：「我個人覺得這是久違的受到Elvis Costello影響的櫻井風格」。此外，歌曲中的打擊樂是菲茲莫里斯的點子，中川敬輔回憶說，從錄音前的預製階段到完成的音源，這首歌的印象有了很大的改變。

## 發行與宣傳
這首歌曲是繼前作〈Birthday/與妳相疊的獨白〉約半年後發行的單曲；而做為數位限定單曲，則是自〈here comes my love〉以來，時隔約2年8個月再次發行。
這首歌曲的藝術指導由PERIMETRON負責。封面上使用了兩隻飛翔的鳥的插畫。
發行時並未有任何電視演出，但這首歌曲在專輯《SOUNDTRACKS》發行的時候進行了表演。

## 評價
《Rockin' On》的高橋智樹對這首歌曲的評價是：雖然以打擊樂和風琴的音色為特色，但整體編曲以輕快的原聲吉他掃弦和簡單的樂隊聲音為基礎，讓人聯想到他們的第3張專輯《Versus》中的歌曲。此外，關於歌詞，他表示：「如果單看字面，歌詞似乎極具玩世不恭的意味，但透過櫻井獨特的充滿動感的演唱方式和旋律設計，歌曲具備了逐步引導聽眾走向陽光的一種魔力」。

## 排行榜成績
這首歌曲首週下載量約4萬次，並於2020年9月28日的Oricon週數位單曲榜以及Billboard JAPAN的週下載單曲榜「Billboard Japan Download Songs」中雙雙首次登場即獲得第2名。